# تابع محدب

تابع محدب روی یک بازه.

تابعی (به رنگ سیاه) محدب است اگر و تنها اگر ناحیه بالای نمودار آن (به رنگ سبز) مجموعه محدبی باشد.

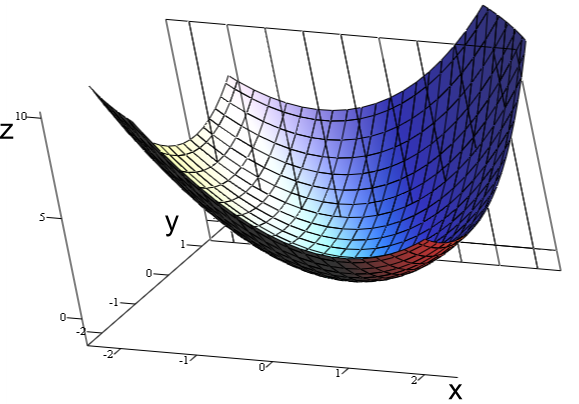
نموداری از تابع محدب چندجمله‌ای.

در ریاضیات، تابع کوژ (به انگلیسی: Convex Function) (یا تابع محدب)، تابع حقیقی-مقداری است که روی بازه n-بعدی تعریف شده و پاره خط بین هر دو نقطه از نمودار آن بالای نمودار بین آن دو نقطه قرار گیرد. به طور معادل، یک تابع کوژ است اگر اپی‌گراف (مجموعه نقاط رو یا بالای نمودار تابع) آن مجموعه‌ای کوژ باشد. تابع تک متغیره، دوبار دیفرانسیل‌پذیر است اگر و تنها اگر مشتق دوم آن روی تمام دامنه نا-منفی باشد. مثال‌های شناخته شده از توابع کوژ تک-متغیره شامل تابع مربعی {\displaystyle x^{2}} و تابع نمایی {\displaystyle e^{x}} می باشد. به بیان ساده، تابع کوژ، تابعی است که به شکل {\displaystyle \cup } (cup) و تابع مقعر به شکل {\displaystyle \cap } (cap) است.
توابع کوژ نقش مهمی را در بسیاری از مباحث ریاضی بازی می کنند. به‌خصوص در مطالعه مسائل بهینه‌سازی که توسط خواص مناسبی از بقیه توابع متمایز می شوند. به عنوان مثال، تابع اکیداً کوژ روی یک مجموعه باز، بیش از یک مینیمم ندارد. حتی در فضاهای بی نهایت بعدی، تحت فرض‌های مناسب اضافی، توابع کوژ هنوز هم خواص خود را حفظ کرده و نتیجتاً جزو شناخته شده ترین تابعی‌ها در حساب تغییرات اند. در نظریه احتمالات، وقتی توابع کوژ را بر روی امید ریاضی یک متغیر تصادفی اعمال می کنند، همیشه از بالا توسط امید ریاضی تابع کوژ آن متغیر تصادفی محدود می شود، یعنی کران بالای آن این مقدار است یا به بیان دقیق تر: {\displaystyle \operatorname {E} (f(X))\geq f(\operatorname {E} (X))}. به خاصیت اخیر که در قالب یک نامساوی بیان شد، نامساوی جنسن (یا ینسن) گفته شده که می توان آن را جهت استنتاج نابرابری‌هایی چون نابرابری میانگین حسابی-هندسی و نابرابری هولدر نیز به کار برد.

## تعریف
فرض کنیم {\displaystyle -\infty \leq a<b\leq +\infty }، تابع {\displaystyle f:(a,b)\to \mathbb {R} } را کوژ گوییم در صورتی که به ازای هر دو عدد {\displaystyle x_{1},x_{2}\in (a,b)} و هر {\displaystyle t} که {\displaystyle 0\leq t\leq 1}، داشته باشیم:
اگر در تعریف بالا تساوی را برداریم آنگاه {\displaystyle f} را اکیداً کوژ می‌نامیم.

## ارجاعات
1. ↑  «از اصطلاحات مورد استفادهٔ پژوهشکدهٔ آمار». بایگانی‌شده از اصلی در ۱۸ فوریه ۲۰۱۴. دریافت‌شده در ۱۹ دسامبر ۲۰۱۴.
2. ↑  «فرهنگستان زبان و ادب فارسی». www.persianacademy.ir. بایگانی‌شده از اصلی در ۴ دسامبر ۲۰۱۴. دریافت‌شده در ۲۰۱۶-۱۰-۱۴.
3. ↑  "Lecture Notes 2" (PDF). www.stat.cmu.edu. Retrieved 3 March 2017.
4. ↑  Donoghue, William F. (1969). Distributions and Fourier Transforms. Academic Press. p. 12. ISBN 9780122206504. Retrieved August 29, 2012.
5. ↑  Boyd, Stephen P.; Vandenberghe, Lieven (2004). Convex Optimization (pdf). Cambridge University Press. ISBN 978-0-521-83378-3. Retrieved October 15, 2011.